# ラ・シャペル駅
ラ・シャペル駅 (ラ・シャペルえき、仏：La Chapelle) は、フランス・パリの10区と18区の境にあるメトロ2号線 (地下鉄) の駅。パリ北駅 (ガール・デュ・ノール)とマジャンタ駅とは連絡通路で接続されており、他の路線に乗換え可能である。

## 概要
ラ・シャペル駅は、パリの地下鉄メトロ2号線の駅。連絡通路によりパリ北駅 (ガール・デュ・ノール)とマジャンタ駅に接続されており、パリ北駅では、国際列車、フランス北部方面へのフランス国鉄の幹線、トランジリアンH線、K線、メトロ4号線、5号線、RER B線、D線への乗換えが可能である。また、マジャンタ駅では、RER E線に乗換えできる。パリ北東部の10区と18区の境に位置しており、ラ・シャペル大通り沿いにある。
1903年1月31日、2号線の駅として開業した。駅名となっている「ラ・シャペル」とは、1860年にパリ市に編入された村の名前で、現在でも地区（カルチェ）の名前として残っている（ラ・シャペル地区参照）。

## 歴史
- 1903年1月31日、メトロ2号線の駅として開業。

## 駅周辺
- サン＝ベルナール・ド・ラ・シャペル教会 （Église Saint-Bernard de la Chapelle）
- ブッフ・デュ・ノール劇場 （Théâtre des Bouffes du Nord）

## 隣の駅
パリメトロ
■2号線
バルベス＝ロシュシュアール駅 （Barbès — Rochechouart） - ラ・シャペル駅 - スターリングラード駅 （Stalingrad）